# Fou de Bassan (film)
Pour les articles homonymes, voir Fou de Bassan (homonymie).
Pour plus de détails, voir Fiche technique et Distribution.
Fou de Bassan est un film français réalisé par Yann Gonzalez et sorti en 2021.

## Fiche technique
- Titre : Fou de Bassan
- Réalisation : Yann Gonzalez
- Scénario : Yann Gonzalez
- Photographie : Jordane Chouzenoux
- Costumes : Pauline Jacquard
- Décors : Margaux Remaury
- Montage : Rafael Torres Calderón
- Musique : Aymard Caillol, Antonin Roux et Jita Sensation
- Société de production : Pan-Européenne
- Pays d'origine :  France
- Durée : 4 minutes
- Dates de sortie : 
  - Suisse : 10 août 2021
  - France : 10 septembre 2021[1]

## Distribution
- Romy Alizée
- Julie Brémond
- Inès Grivart de Kerstrat
- Gio Ventura
- Margot Méphon
- Léa Gouzy

## Sélections
- Festival international du film de Locarno 2021[2],[3]
- Festival du nouveau cinéma de Montréal 2021[4]
- Festival du film de Gand 2021[5]